# Peter Stjernberg
Kenth Peter Stjernberg (ur. 24 sierpnia 1970 w Hässleholm) – szwedzki zapaśnik walczący w stylu klasycznym. Olimpijczyk z Seulu 1988, gdzie zajął ósme miejsce w kategorii 52 kg.
Siedemnasty na mistrzostwach świata w 1994. Piąty na mistrzostwach Europy w 1988. Wygrał igrzyska bałtyckie w 1993. Zdobył cztery medale na mistrzostwach nordyckich w latach 1988 - 1994.